# بی‌اف‌آی آی‌مکس

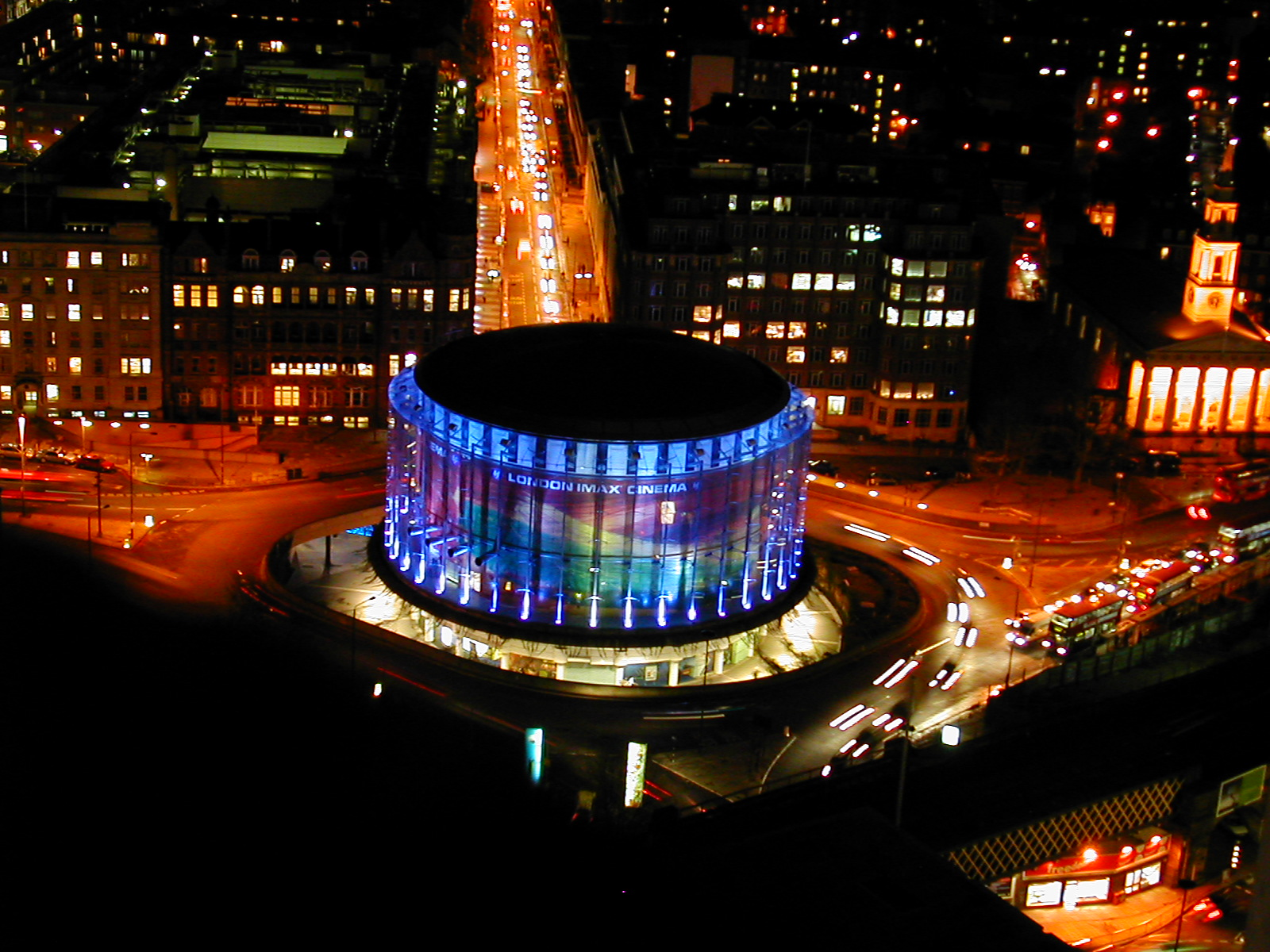
Aerial view at night

بی‌اف‌آی آی‌مکس (انگلیسی: BFI IMAX) یک سینما آی‌مکس در ساوت بانک، لندن است.
این سینما که متعلق به بنیاد فیلم بریتانیا است در مه ۱۹۹۹ تأسیس شده‌است، پل واترلو در شمال غربی سینما، جاده یورک در جنوب غربی آن، خیابان استمفورد در شمال شرقی آن و جاده واترلو در جنوب شرقی آن قرار دارد.